# Dravske Benetke
Dravske Benetke so ostanek obzidne bastije Mariborskem Lentu iz 16. stoletja, ki je segala deleč v Dravo in zato dobila svoje ime. Ko je bil Maribor pomembno postajališče splavarjev na njihovi plovbi proti jugovzhodu,so bile polne zasidranih šajk in splavov. Šele ko so reko zajezile hidrocentrale, je splavarstvo na Dravi zmrlo. 